# Cerimònia d'obertura del Parlament del Regne Unit
La Cerimònia d'obertura del Parlament del Regne Unit és un esdeveniment del Regne Unit que marca el començament d'una sessió del Parlament del Regne Unit i inclou un Discurs de la Reina. En molts altres països l'encarregat de fer un discurs similar és el cap d'estat que inicia la seva legislatura. A les nacions de la Commonwealth que reconeixen a la reina Elisabet II com la seva cap d'estat, el governador-general de la nació és qui fa el discurs del tron com a representant de la reina .
Aquest acte té lloc a la Cambra dels Lords i, abans 2011, normalment es pronunciava entre els mesos de novembre o desembre o, en un any d'elecció general, quan el Parlament feia la seva primera reunió. El 1974 van coincidir dues eleccions generals i hi va haver dues cerimònies d'obertura del Parlament.
Tanmateix, des del 2012 cap endavant, la cerimònia té lloc el maig o juny. Això és a causa de la introducció el 2011 de parlaments nous fixats cada cinc anys, amb les eleccions parlamentàries que tenen lloc el maig de cada any divisible per cinc, començant el 2015. La 2012 cerimònia va tenir lloc el 9 de maig i la 2013 data va ser el 8 de maig.
La reina actual, Elisabet II, ha obert cada sessió del Parlament de Westminster des del seu accés al tron, exceptuant el 1959 i 1963, quan estava embarassada del príncep Andreu i el príncep Eduard, respectivament. Aquestes dues sessions van ser obertes per altres representants, encapçalats per l'Arquebisbe de Canterbury (Geoffrey Fisher el 1959, i Michael Ramsey el 1963), facultats per Sa Majestat. El Lord Canceller (el vescomte Kilmuir el 1959, i Dilhorne el 1963) van llegir el discurs de la Reina en aquelles ocasions. Tampoc no va participar en la cerimònia de 2022, quan va ser substituïda pel príncep Carles, adduint «problemes de mobilitat».